# Sinda Dimroth

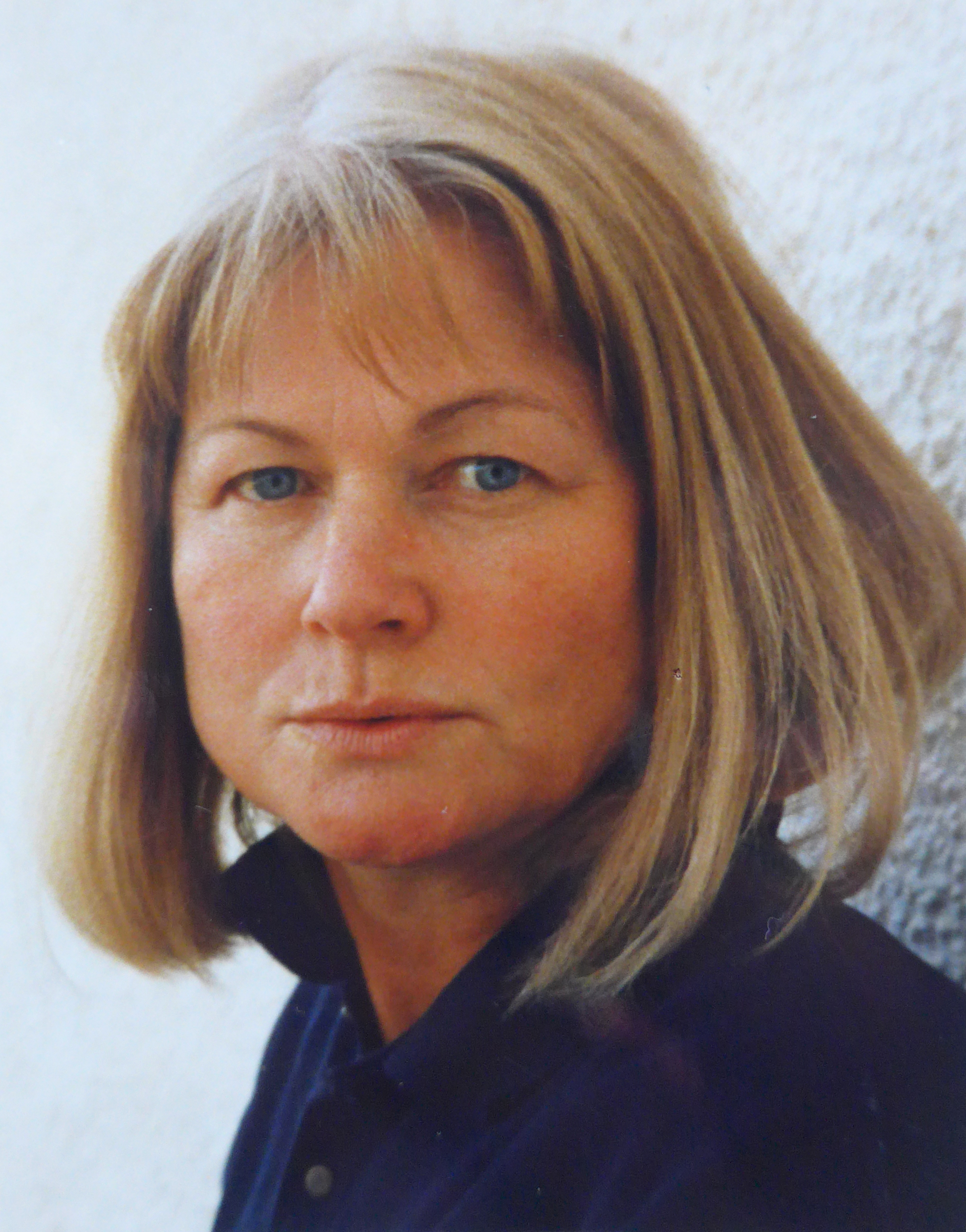
Sinda Dimroth

Sinda Dimroth (* Juli 1947 in Altenmarkt an der Alz) ist eine deutsche Künstlerin und Autorin.

## Leben
Sinda Dimroth studierte Innenarchitektur in München. Sie hatte eine Anstellung als Interior Designerin in New York und Baltimore. 1980 verfolgte sie eine Weiterbildung an der Akademie der Bildenden Künste München und Gründung des Kunstvereins Gräfelfing. 1990 erfolgte ihr Umzug nach Zürich. Sie betrieb Kunstvermittlung für drei Schweizer Banken. 
Seit 2006 lebt sie als freischaffende Künstlerin in München und ist Mitglied im Berufsverband Bildender Künstler BBK, in der Visarte-Gesellschaft für Schweizer Maler, Bildhauer und Architekten und ist Ehrenmitglied im Kunstkreis Gräfelfing. Sinda Dimroth ist mit Peter Dimroth, Professor für Mikrobiologie verheiratet, ihr Sohn Frank ist Abteilungsleiter für Photovoltaik am Fraunhofer-Institut für Solare Energiesysteme.

## Architekturbezogene Arbeiten und Werke im öffentlichen Besitz
- Blue Cross and Blue Shield Building Baltimore
- Fischer Brother Building New York
- Feodor-Lynen-Gymnasium Planegg
- Finanzbauamt München
- Europäisches Zentrum für Sicherheitsfragen Garmisch
- Bertelsmann Printing Manufactoring Corp. New York
- Anlage- und Kreditbank AKB
- Hyposwiss Zürich

## Buchveröffentlichungen
- 2015: Das große Verschweigen.Verlag BUCH&media, München  ISBN print 978-3-95780-192-0 / ISBN ePub 978-3-95780-194-4 / ISBN PDF 978-3-95780-193-7
- 2020: Die Kunst ist das Einzige, was bleibt. Verlag BUCH&media, München ISBN print 978-3-95780-030-5 / ISBN ePub 978-3-95780-031-2 / ISBN PDF 978-3-95780-032-9

## Ausstellungen (Auswahl)
- 1984: Centre Georges-Pompidou Paris, Femmes et Musiques
- 1986: 35. ARD Musikwettbewerb, Musikhochschule München
- 1989: Museum of the Performing Arts, Lincoln Center New York
- 1996: Generalkonsulat BRD, New York
- 1997: „Galerie im Höchhuus“, Küsnacht
- 2000: Tufa Kulturzentrum, Tuchfabrik Trier e. V.

## Preise und Auszeichnungen
- 2020: Kulturpreis „Pasinger Mariensäule“
- 2023: Seerosenpreis für Malerei der Landeshauptstadt München